# Пеллістор
Пеллі́стор (англ. Pellistor) — твердотілий пристрій, що використовується для виявлення газів, які або є легкозаймистими, або мають значну різницю теплопровідності порівняно з повітрям. Саме́ слово „пеллістор” є поєднанням англійських слів pellet (кулька, гранула) та resistor (резистор).

## Принцип роботи
Детектуючий елемент складається з дрібних керамічних намистинок-каталізаторів, чий опір змінюється в присутності газу, що детектується.

## Історія
Пеллістор був розроблений англійським науковцем Аланом Бейкером на початку 1960-х для використання при видобутку корисних копалин як послідовник безпечної шахтарської лампи та канарки.

## Різновиди

### Каталітичні
Каталітичний пеллістор (такий, який використовується у каталітичному кульковому давачі) діє шляхом спалення газу, наявність якого намагаються визначити. Тепло, що виділилося внаслідок спалення, спричиняє зміну опору детектуючого елементу давача, яка є пропорційною концентрації газу.

### Теплопровідні
Теплопровідний пеллістор працює шляхом вимірювання зміни тепловіддачі (а, отже, температури/опору) детектуючого елементу в присутності цільового газу.